# Butcher 2
Pour les articles homonymes, voir Butcher et Hatchet (homonymie).
Série Hatchet
Butcher : La Légende de Victor Crowley
(2006) Butcher 3
(2013)
Pour plus de détails, voir Fiche technique et Distribution.
Butcher 2 ou Le Tueur à la hache 2 au Québec (Hatchet 2) est un film d'horreur / gore américain réalisé par Adam Green en 2010.

## Synopsis
Marybeth a réussi à s'échapper de l'emprise de Victor Crowley. Elle apprend la vérité sur sa malédiction, et retourne dans le marais hanté de La Nouvelle-Orléans pour venger sa famille et tuer Victor Crowley une fois pour toutes.

## Fiche technique
- Titre : Butcher 2
- Titre original : Hatchet 2
- Titre québécois : Le Tueur à la hâche 2
- Réalisation : Adam Green
- Scénario : Adam Green
- Costumes : Heather Allison
- Directeur de la photographie : Will Barratt
- Montage : Ed Marx
- Musique : Andy Garfield
- Direction artistique :
- Production : Derek Curl, Sarah Elbert et Cory Neal
- Société de production : Dark Sky Films et ArieScope Pictures
- Société de distribution : Dark Sky Films
- Format : Couleur - 1,85 : 1 - Son Dolby Digital
- Genre : Film d'horreur, comédie gore
- Pays d'origine :  États-Unis
- Langue : Anglais
- Durée : 82 minutes
- Buudget : 2 500 000 $ US
- Dates de sortie :
  -  États-Unis : 1er octobre 2010
  -  France : 1er juillet 2011 (en DVD et Blu-ray)
- Interdit aux moins de 16 ans

## Distribution
- Danielle Harris (VF : Elsa de Breyne) : Marybeth
- Tony Todd (VF : Éric Bonicatto) : Reverend Zombie
- Kane Hodder : Victor Crowley / Thomas Crowley
- Rileah Vanderbilt : Victor Crowley (jeune)
- Tom Holland (VF : Jean-Paul Szybura) : Oncle Bob
- R.A. Mihailoff (VF : Philippe Mijon) : Trent
- Parry Shen (VF : Julien Sainte-Marthe) : Justin
- Colton Dunn (VF : Michaël Cermeno) : Vernom
- Rick McCallum : Jean
- AJ Bowen (VF : Olivier Valiente) : Layton
- Alexis Peters (VF : Magali Mestre) : Avery
- Ed Ackerman (VF : Jean-Didier Aïssy) : Cleatus
- David Foy (VF : Michel Barrio) : Chad
- John Carl Buechler (VF : Christian Renault) : Jack Cracker
- Erika Hamilton (VF : Sylvie Santelli) : Lena
- Kathryn Fiore : Shyann Crowley
- Nick Principe : Un chasseur
- Cody Snider Blue : Young Sampson
- Mercedes McNab : Misty (apparition vidéo)
- Joleigh Fioreavanti : Jenna (apparition vidéo)

Version française
- Adaptation des dialogues : Marianne Chettle

Source et légende : carton de doublage du film.

## Production
Tamara Feldman n'a pas repris son rôle de Marybeth, Danielle Harris la remplace.

### Tournage
Le tournage a commencé le 7 janvier 2010 et s'est terminé le 24 février.
Mercedes McNab et Joleigh Fioreavanti, déjà présentes dans le premier film, font une apparition au début du film à travers une vidéo.

## Sortie du film
Le film n'a pas été présenté à la MPAA, ce qui explique pourquoi le film était présenté dans sa version intégrale au cinéma aux États-Unis, et en DVD et Blu-ray, ainsi que sur les disques français.

## Suites
Le réalisateur Adam Green a confirmé que deux suites sont prévues où Danielle Harris et Kane Hodder devraient reprendre leurs rôles. En mars 2011, la société de production Dark Sky a donné son accord pour Butcher 3.